# Marcy-l'Étoile
Marcy-l'Étoile là một xã thuộc tỉnh Rhône trong vùng Rhône-Alpes phía đông nước Pháp. Xã này nằm ở khu vực có độ cao trung bình 310 mét trên mực nước biển.